# كاليفورنيكيشن
كاليفورنيكيشن (بالإنجليزية: Californication)‏ هو مسلسل دراما كوميدي أمريكي من بطولة ديفيد دشوفني،ناتاشا ماكليهون،مادلين مارتن،إيفان هاندلر وباميلا أدلون.المسلسل يتكون من 7 مواسم تم عرضهم على قناة شوتايم في 13 أغسطس 2007 حتى 29 يونيو 2014.